# Sants-Badal
Sants-Badal és un barri del districte de Sants-Montjuïc de Barcelona situat entre la Riera Blanca (frontera barcelonina amb l'Hospitalet de Llobregat), l'avinguda Madrid i la rambla de Badal, carrer del qual rep el nom.
Històricament part indestriable del barri de Sants, Badal va rebre recentment la categoria de barri sota el nom de Sants-Badal, amb la nova llei de barris de la ciutat de Barcelona (any 2004).
Tot i aquesta nova categoria administrativa Badal manté forts llaços socials i veïnals amb la resta de barris que històricament formaren el municipi de Santa Maria de Sants, agregat a Barcelona el 1897.

## Llocs d'interès
- Manufactures Serra i Balet

## Entitats
- Club Esportiu Mediterrani